# John Nance Garner
John Nance Garner IV (Detroit (Texas), 22 november 1868 – Uvalde (Texas), 7 november 1967) was een Amerikaans politicus van de Democratische Partij. Hij was van 1933 tot 1941 de 32e vicepresident van de Verenigde Staten onder president Franklin D. Roosevelt.
Garner was afkomstig uit Texas en vestigde er zich als advocaat in 1900. Politiek behoorde hij tot de Democratische Partij. Hij was lid van het Huis van Afgevaardigden van 1903 tot 1933. Vanaf 1931 was hij voorzitter hiervan. Gedurende die dertig jaar in het parlement verwierf hij de reputatie van trouwe dienaar van zijn partij die bezorgd was om de noden van zijn kiesdistrict.
In 1932 was hij aanvankelijk kandidaat voor het presidentschap, maar nam uiteindelijk genoegen met de tweede plaats achter Franklin D. Roosevelt. Garner was vicepresident van 1933 tot 1941. Hij betreurde het het Huis van Afgevaardigden te moeten verlaten en vond zijn nieuwe functie 'geen emmer spuug waard'. Toch was hij belangrijk bij de vlotte goedkeuring van de New Deal-wetten. Hij brak echter met president Roosevelt tijdens hun tweede ambtstermijn naar aanleiding van diens plannen om het Hooggerechtshof te kortwieken. In 1940 daagde Garner Roosevelt uit voor de presidentiële nominatie, maar zonder succes. Garner overleed op 7 november 1967 op 98-jarige leeftijd.
Adams ·
Jefferson ·
Burr ·
Clinton ·
Gerry ·
Tompkins ·
Calhoun ·
Van Buren ·
R.M. Johnson ·
Tyler ·
Dallas ·
Fillmore ·
King ·
Breckinridge ·
Hamlin ·
A. Johnson ·
Colfax ·
Wilson ·
Wheeler ·
Arthur ·
Hendricks ·
Morton ·
Stevenson ·
Hobart ·
Roosevelt ·
Fairbanks ·
Sherman ·
Marshall ·
Coolidge ·
Dawes ·
Curtis ·
Garner ·
Wallace ·
Truman ·
Barkley ·
Nixon ·
L.B. Johnson ·
Humphrey ·
Agnew ·
Ford ·
Rockefeller ·
Mondale ·
Bush ·
Quayle ·
Gore ·
Cheney ·
Biden ·
Pence ·
Harris ·
Vance
- Bibliothèque nationale de France: cb165572275 (data)
- Gemeinsame Normdatei: 1197076484
- International Standard Name Identifier: 0000 0000 2991 8158
- Library of Congress Control Number: n91085097
- National Archives and Records Administration: 10571984
- SNAC: w6nh5dxv
- Biographical Directory of the United States Congress: G000074
- Virtual International Authority File: 75495458
- WorldCat: E39PBJqKdmwFCckTbrxDD669Xd